# Vận tốc
Vận tốc là một đại lượng vector đặc trưng cho độ dời trong một khoảng thời gian của một vật. Vận tốc này được hiểu là vận tốc dài hay vận tốc tuyến tính để phân biệt với vận tốc góc. Vận tốc là một khái niệm cơ bản trong động học, một nhánh của cơ học cổ điển mô tả chuyển động của các vật thể.
Đơn vị SI của vận tốc là {\displaystyle m/s} (meter trên giây). Thứ nguyên của vận tốc là độ dài trên thời gian. Một số đơn vị khác thường thấy của vận tốc bao gồm {\displaystyle km/h} (kilometer trên giờ), {\displaystyle mi/h} (hay {\displaystyle mph}; dặm trên giờ)
Do là đại lượng vector nên vận tốc có cả độ lớn và hướng. Ví dụ, "5 mét trên giây" là một đại lượng vô hướng, trong khi "5 mét trên giây về phía đông" là một vector. Nếu tốc độ hay hướng của vật thay đổi thì vận tốc của vật cũng thay đổi và có thể nói là vật có một gia tốc. Hiểu đơn giản, tốc độ chính là độ lớn của vận tốc và khác với vận tốc nên không thể dùng thay thế được cho nhau trong mọi trường hợp.

## Định nghĩa và tính chất

### Vận tốc trung bình
Vận tốc trung bình được xác định bởi tỉ lệ giữa độ dời {\displaystyle \Delta {\vec {r}}} và độ biến thiên thời gian {\displaystyle \Delta t}:
{\displaystyle {\vec {v}}={\frac {\Delta {\vec {r}}}{\Delta t}}={\frac {{\vec {r}}_{2}-{\vec {r}}_{1}}{t_{2}-t_{1}}}.}

### Vận tốc tức thời
Vận tốc tức thời của một vật được xác định bởi giới hạn của tỉ lệ khi biến thiên thời gian tiến tới 0:
{\displaystyle {\vec {v}}=\lim _{\Delta t\to 0}{\frac {\Delta {\vec {r}}}{\Delta t}}={\frac {d{\vec {r}}}{dt}}.}

### Liên hệ với tốc độ
Tốc độ là độ lớn của vận tốc. Một vật có thể thay đổi vận tốc mặc dù tốc độ không đổi, ví dụ như một ô tô chuyển động với tốc độ {\displaystyle 20km/h} không đổi trong một đường tròn khép kín vẫn thay đổi vận tốc tức thời do chịu một gia tốc hướng tâm giữ cho vật chuyển động trong quỹ đạo tròn, dẫn đến sự thay đổi vận tốc. Mỗi vòng, vận tốc trung bình của vật bằng 0, trong khi tốc độ của vật vẫn là {\displaystyle 20km/h} không đổi.

Các đại lượng động học của hạt cổ điển: khối lượng m, vị trí r, vận tốc v, gia tốc a.

## Liên hệ với gia tốc
Gia tốc tức thời được xác định bởi đạo hàm của vận tốc theo thời gian:
{\displaystyle {\vec {a}}={\frac {d{\vec {v}}}{dt}}.}
Do đó, một vật có vận tốc dài không đổi tương đương với việc có gia tốc bằng {\displaystyle {\vec {0}}}, tức là độ lớn gia tốc bằng không.

### Trong chuyển động thẳng đều
Đối với một vật chuyển động thẳng đều, gia tốc của vật có độ lớn bằng 0. Vì vậy, vận tốc có độ lớn và hướng không đổi theo thời gian.
Trong bài toán này, thường chỉ quan tâm tới tốc độ của chuyển động hay quãng đường đi được trong một đơn vị thời gian. Để tính tốc độ chuyển động, chúng ta đơn giản lấy quãng đường đi được chia cho thời gian đi hết quãng đường đó.
Trong chuyển động thẳng của một chất điểm, nếu chất điểm chuyển động theo một chiều ta chọn chiều đó làm chiều dương thì độ lớn của độ dài bằng quãng đường đi được của chất điểm.
{\displaystyle \mathbf {v} ={\frac {\mathbf {s} }{t}}}
- {\displaystyle t} là thời gian
- {\displaystyle \mathbf {s} } là quãng đường
- {\displaystyle \mathbf {v} } là tốc độ của chuyển động thẳng đều

Trong SI, quãng đường đo bằng mét (m), thời gian đo bằng giây (s) thì tốc độ có đơn vị là mét trên giây (m/s). Tốc độ có thể có những đơn vị khác, chẳng hạn như kilomet/giờ (km/h), phụ thuộc vào đơn vị mà ta chọn cho quãng đường và thời gian. Như vậy, khi nói một vật chuyển động thẳng đều với vận tốc 5 m/s (giả sử ta đã biết chiều chuyển động nên vận tốc ở đây đơn giản là tốc độ), điều đó có nghĩa là cứ mỗi 1 giây, vật đi được quãng đường 5 mét.1 km/h≈0,28 m/s. Vận tốc âm thanh là 344 m/s. Vận tốc ánh sáng trong chân không là 299.792.458 m/s.
Nếu quan tâm đến chiều chuyển động, ta có thể quy ước 1 trong 2 chiều là chiều dương và gán cho vận tốc giá trị dương khi vật chuyển động cùng chiều với chiều dương đã chọn và giá trị âm khi vật chuyển động theo chiều ngược lại.

## Vận tốc trung bình
Khi vận tốc của vật thay đổi theo thời gian, người ta có thể sử dụng khái niệm vận tốc trung bình. Vận tốc trung bình trong một khoảng thời gian nhất định được định nghĩa là tỉ số giữa sự thay đổi vị trí trong khoảng thời gian đang xét và khoảng thời gian đó. Phương trình toán học như sau:
{\displaystyle \mathbf {v_{tb}} ={\frac {\mathbf {r} -\mathbf {r} _{0}}{t-t_{0}}}={\frac {\Delta {\mathbf {r} }}{\Delta t}}}
- {\displaystyle \mathbf {v_{tb}} }: vận tốc trung bình
- {\displaystyle \mathbf {r} }: vị trí cuối
- {\displaystyle \mathbf {r} _{0}}: vị trí đầu
- {\displaystyle t}: thời điểm cuối
- {\displaystyle t_{0}}: thời điểm đầu
- kết quả phép trừ vector {\displaystyle \mathbf {r} -\mathbf {r} _{0}} còn gọi là độ dịch chuyển

Vận tốc trung bình trên những khoảng thời gian khác nhau có thể mang những giá trị khác nhau.
Thêm nữa, cần phân biệt với tốc độ trung bình được định nghĩa là tổng quãng đường đi được chia cho khoảng thời gian được xét:
{\displaystyle {\bar {v}}={\frac {\bar {s}}{t}}={\frac {{\bar {s}}_{1}+{\bar {s}}_{2}+...+{\bar {s}}_{n}}{t_{1}+t_{2}+...+t_{n}}}}
- {\displaystyle {\bar {v}}}: tốc độ trung bình
- s: tổng quãng đường đi được trong khoảng thời gian
- t: khoảng thời gian
- s1, s2,..., sn là những quãng đường thành phần đi được trong các khoảng thời gian thành phần t1, t2,..., tn

Theo định nghĩa này, tốc độ trung bình không phải là độ lớn của vận tốc trung bình.
Khi nghiên cứu chuyển động biến đổi một cách chi tiết và chính xác, một đại lượng quan trọng hơn vận tốc trung bình được sử dụng. Đó là vận tốc tức thời.

## Vận tốc tức thời
Vận tốc tức thời mô tả sự nhanh chậm và chiều chuyển động tại một thời điểm nào đó trên đường đi của vật. Nếu vận tốc trung bình cho ta một cái nhìn tổng quát về vận tốc của vật trong một khoảng thời gian xác định thì vận tốc tức thời cho ta một cái nhìn cụ thể, tại một thời điểm.
Để tính vận tốc tức thời tại một thời điểm ta xét vận tốc trung bình trong khoảng thời gian vô cùng nhỏ tính từ thời điểm đó. Khái niệm giới hạn trong toán giải tích là công cụ quý giá giúp ta làm điều này:
{\displaystyle \mathbf {v} =\lim _{t\to t_{0}}{{\mathbf {r} -\mathbf {r} _{0}} \over {t-t_{0}}}=\lim _{\Delta t\to 0}{\Delta {\mathbf {r} } \over \Delta t}}
Phương trình toán học trên cho biết: khi khoảng thời gian được xét tiến dần đến 0 thì vận tốc trung bình tiến dần đến vận tốc tức thời (tại thời điểm t0). Giới hạn này đồng nghĩa với đạo hàm của vị trí theo thời gian. Từ đó, vận tốc tức thời được định nghĩa như sau:
{\displaystyle \mathbf {v} ={\frac {d\mathbf {r} }{dt}}}
Trong đó:
- {\displaystyle \mathbf {v} } là vectơ vận tốc tức thời
- {\displaystyle \mathbf {r} } là vectơ vị trí như một hàm số của thời gian
- {\displaystyle t} là thời gian

Diễn đạt bằng lời: Vận tốc tức thời là đạo hàm của vị trí theo thời gian.

### Đơn vị
Trong hệ đo lường quốc tế SI, vận tốc có đơn vị mét trên giây (m/s). Các đơn vị khác có thể được dùng để đo vận tốc là km/h, km/s...

## Tính tương đối
Vận tốc của cùng một chuyển động có thể có những giá trị khác nhau đối với những quan sát viên khác nhau. Do đó, vận tốc có tính tương đối. Ví dụ, một vật chuyển động (có vận tốc khác không) so với vật khác nhưng lại đứng yên (có vận tốc bằng không) so với chính mình.
Để đo giá trị của vận tốc, người ta gắn với mỗi quan sát viên nói trên một hệ trục tọa độ để xác định vị trí trong không gian và một đồng hồ để xác định thời gian. Hệ trục tọa độ và đồng hồ được gọi là hệ quy chiếu. Các quan sát viên khác nhau có thể có hệ quy chiếu khác nhau và quan sát thấy các vận tốc khác nhau của cùng một vật thể đang chuyển động. Như vậy, vận tốc của chuyển động phụ thuộc vào hệ quy chiếu tại đó vị trí và thời gian được ghi nhận.

### Cộng vận tốc trong Cơ học cổ điển
Như đã nói ở trên, vận tốc có tính tương đối và, do đó, có thể nhận các giá trị khác nhau đối với các hệ quy chiếu khác nhau. Để "chuyển đổi" vận tốc từ hệ quy chiếu này sang hệ quy chiếu khác, người ta sử dụng phép cộng vận tốc.
Trong Cơ học cổ điển, công thức cộng vận tốc đơn giản là phép cộng véctơ được thể hiện như sau:
{\displaystyle \mathbf {v} _{AB}=\mathbf {v} _{AC}+\mathbf {v} _{CB}}
Trong đó:
- {\displaystyle \mathbf {v} _{AB}} là vận tốc của A đối với B
- {\displaystyle \mathbf {v} _{AC}} là vận tốc của A đối với C
- {\displaystyle \mathbf {v} _{CB}} là vận tốc của C đối với B

Như vậy, vận tốc của một vật A đối với hệ quy chiếu B bằng vận tốc của A đối với một hệ quy chiếu trung gian C cộng với vận tốc của hệ quy chiếu trung gian đó đối với hệ quy chiếu B.

### Cộng vận tốc trong Cơ học tương đối tính
Theo Thuyết Tương Đối của Albert Einstein công thức cộng vận tốc được viết lại một cách chính xác hơn như sau:
{\displaystyle u_{x}={\frac {u'_{x}+v}{1+{\frac {v}{c^{2}}}u'_{x}}}}
Trong đó:
- {\displaystyle u_{x}} là vận tốc tuyệt đối (tại hệ quán tính đang khảo sát {\displaystyle K})
- {\displaystyle u'_{x}} là vận tốc tương đối (tại hệ quán tính đang chuyển động ({\displaystyle K'}) đối với hệ quán tính {\displaystyle K})
- {\displaystyle v} là vận tốc của hệ quán tính {\displaystyle K'} so với hệ quán tính {\displaystyle K}
- {\displaystyle c} là vận tốc ánh sáng trong chân không (thường lấy {\displaystyle c\approx 300000km/s})

Công thức này còn thể hiện tính bất biến của vận tốc ánh sáng trong chân không đối với các hệ quán tính khác nhau. Thật vậy, với {\displaystyle u'_{x}=c} thì {\displaystyle u_{x}=c}. Khi {\displaystyle v\ll c} thì ta lại được công thức cộng vận tốc trong cơ học cổ điển.
Chứng minh cộng thức cộng vận tốc trong chuyển động tương đối tính
- Ta có: {\displaystyle u_{x}=\operatorname {d} \!x/\operatorname {d} \!t} {\displaystyle (1)}
- Với {\displaystyle \operatorname {d} \!x=\operatorname {d} \!{\frac {x_{o}+v_{o}t'}{\sqrt {1-{\frac {v^{2}}{c^{2}}}}}}} và {\displaystyle \operatorname {d} \!t=\operatorname {d} \!{\frac {t'+{\frac {x'v}{c^{2}}}}{\sqrt {1-{\frac {v^{2}}{c^{2}}}}}}}, thay vào {\displaystyle (1)} và biến đổi, ta được:

{\displaystyle u_{x}={\frac {\operatorname {d} \!x'+v\operatorname {d} \!t'}{\operatorname {d} \!t'+{\frac {v}{c^{2}}}\operatorname {d} \!x'}}}
- Chia cả hai vế cho {\displaystyle \operatorname {d} \!t'}: {\displaystyle u_{x}={\frac {{\frac {\operatorname {d} \!x'}{\operatorname {d} \!t'}}+v}{1+{\frac {v}{c^{2}}}{\frac {\operatorname {d} \!x'}{\operatorname {d} \!t'}}}}={\frac {u'_{x}+v}{1+{\tfrac {v}{c^{2}}}u'_{x}}}}

## Thuyết tương đối hẹp
Trong thuyết tương đối hẹp, vận tốc được mở rộng ra thành vận tốc-4 trong không-thời gian. Nó là đạo hàm theo thời gian của véctơ vị trí-4:
{\displaystyle U^{a}:={\frac {dx^{a}}{d\tau }}={\frac {dx^{a}}{dt}}{\frac {dt}{d\tau }}=\left(\gamma c,\gamma \mathbf {u} \right)}
với u là véctơ vận tốc trong không gian ba chiều thông thường
{\displaystyle u^{i}={\frac {dx^{i}}{dt}}}
và i = 1, 2, 3. Chú ý rằng:
{\displaystyle U^{a}U_{a}=-c^{2}\,}